# 白石本通

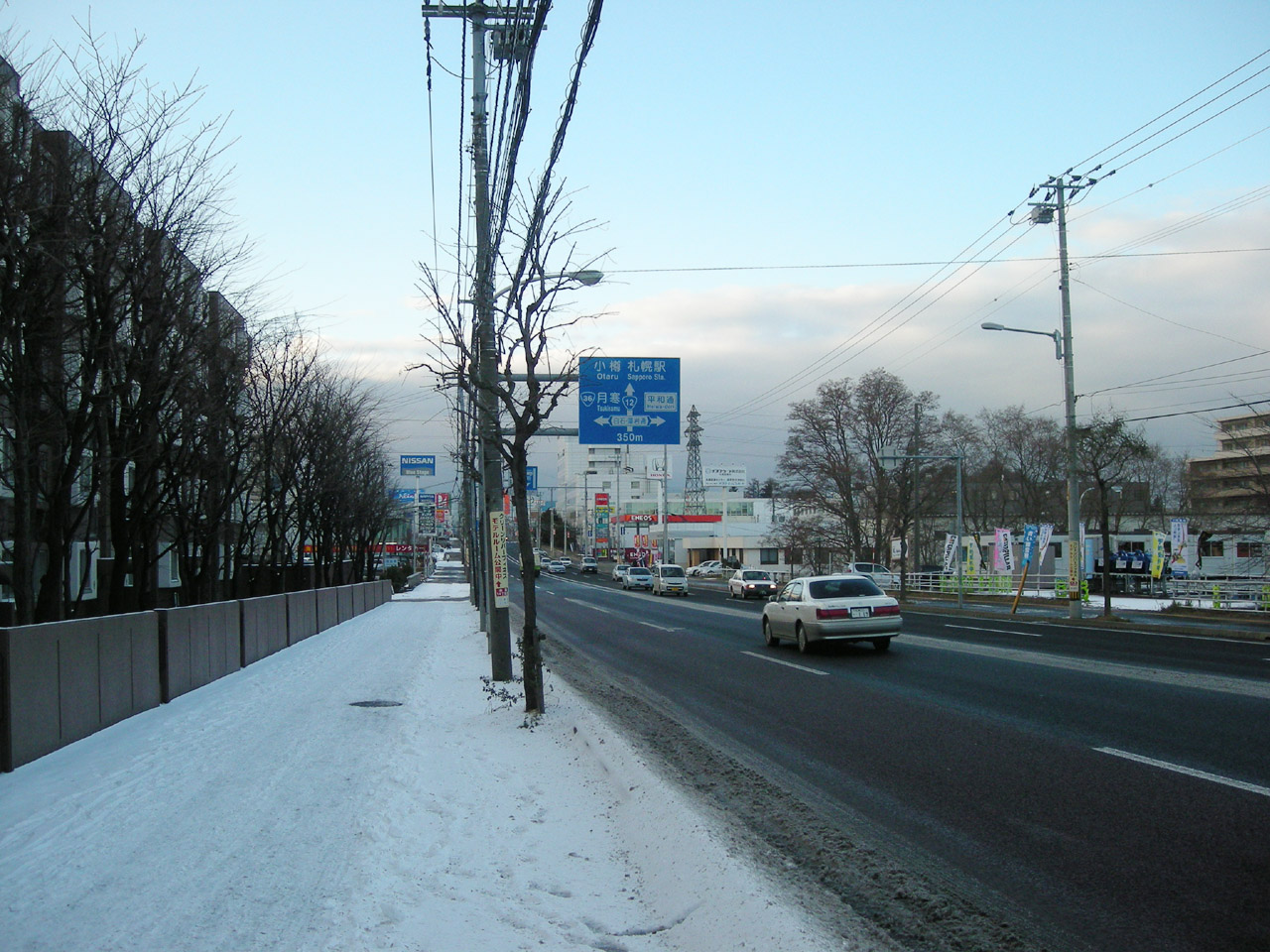
国道12号白石本通15丁目付近

白石本通（しろいしほんどおり）とは、北海道札幌市白石区にある地名であるとともに、この地域を通りぬける国道12号の通称である。地名としては国道12号を中心とした細長い地域を指す。なお、札幌市で定める地名の表記は「白石本通」ではなく「本通」である。

## 概要
1～13丁目は、平和通と本郷通、14丁目以降は、平和通と南郷通、18丁目以降は、流通センターと南郷通に挟まれたエリア。中央を通る国道12号を境に北と南に分かれる（例えば「本通○○丁目北」「本通○○丁目南」など）。

## 隣接地区
- 東：流通センター（国道274号を境界）、厚別区大谷地東（厚別川を境界）
- 西：白石中央（環状通を境界）
- 南：本郷通（本郷北地区を境界）・南郷通（南郷北地区を境界）
- 北：平和通（平和通南地区を境界）

## 住所
| 町丁                  | 郵便番号 |
| --------------------- | -------- |
| 本通1丁目北〜21丁目北 | 003-0027 |
| 本通1丁目南〜21丁目南 | 003-0026 |

## 主要道路
- 国道12号
- 国道274号（札幌新道）
- 白石中の島通（本通3・4丁目を交差）
- 水源池通（本通7・8丁目を交差）
- 白石藻岩通（本通13・14丁目を交差）
- 清田通（本通18・19丁目を交差）

## 河川・橋

### 主な河川
- 望月寒川
- 月寒川
- 厚別川

### 主な橋
- 望月寒橋（望月寒川に架かる）
- 厚別橋（厚別川に架かる）

## 教育

### 専門学校
- 札幌商工会議所付属専門学校

### 中学校
市立（学区に含まれる学校も記載）
- 札幌市立白石中学校
- 札幌市立柏丘中学校
- 札幌市立東白石中学校

### 小学校
市立（学区に含まれる学校も記載）
- 札幌市立白石小学校
- 札幌市立南郷小学校
- 札幌市立本通小学校
- 札幌市立平和通小学校
- 札幌市立東白石小学校
- 札幌市立大谷地小学校

### 認可保育所
私立
- 北の星白石保育園
- 東白石雪ん子保育園

### その他
- 東白石児童会館
- ミニ児童会館（白石小・平和通小・大谷地小）
- 札幌文化交流館白石亭
- JICA札幌国際センター

## 史跡
- 白石村行政発祥之碑〈白石村役場〉（本通1丁目南、現：北の星白石保育園）
- 白石村医療発祥の地〈白石村診療所〉（本通2丁目南、現：吉田記念病院）
- 札幌市S329遺跡〈登載番号：A-01-329〉（本通13丁目北、現：ダイイチ白石神社前店）

## 施設

### 公共施設
- 札幌法務局白石出張所
- まちづくりセンター（白石・東白石・白石東）
- 白石区土木センター
- 保健福祉センター
- 札幌市計量検査所
- 札幌市東部下水管理センター

### 神社・寺院
- 北海道伊勢神宮
- 白石神社
- 乗善寺
- 東本願寺末教照寺
- 総本山円満院門跡北海道本院

### 病院
- 吉田記念病院
- 恵佑会札幌病院
- 恵佑会第二病院
- 白石脳神経外科病院

## 立地企業

### 主な立地企業
- イオン北海道

### 主な商業施設

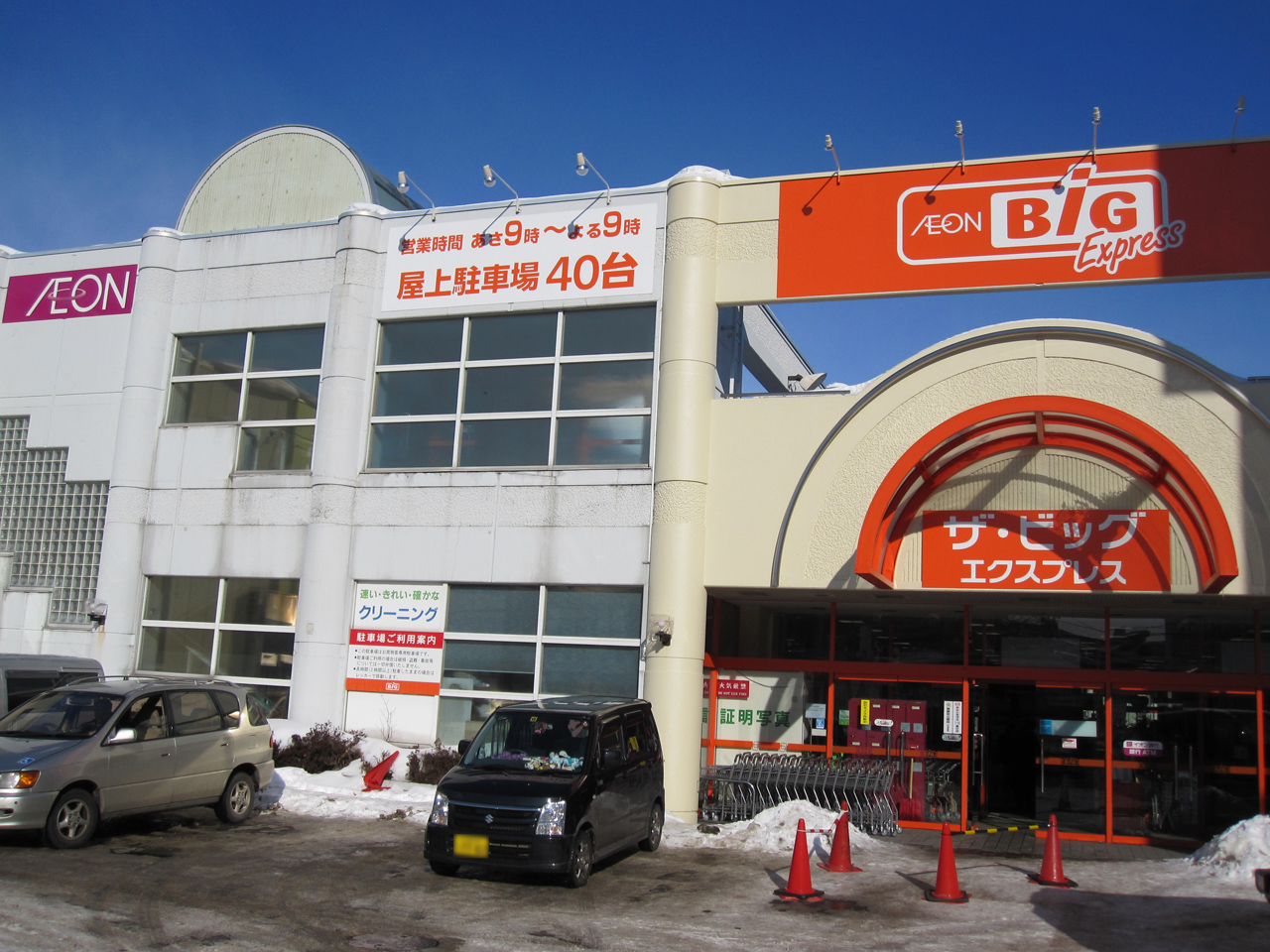
ザ・ビッグ エクスプレス白石中央店

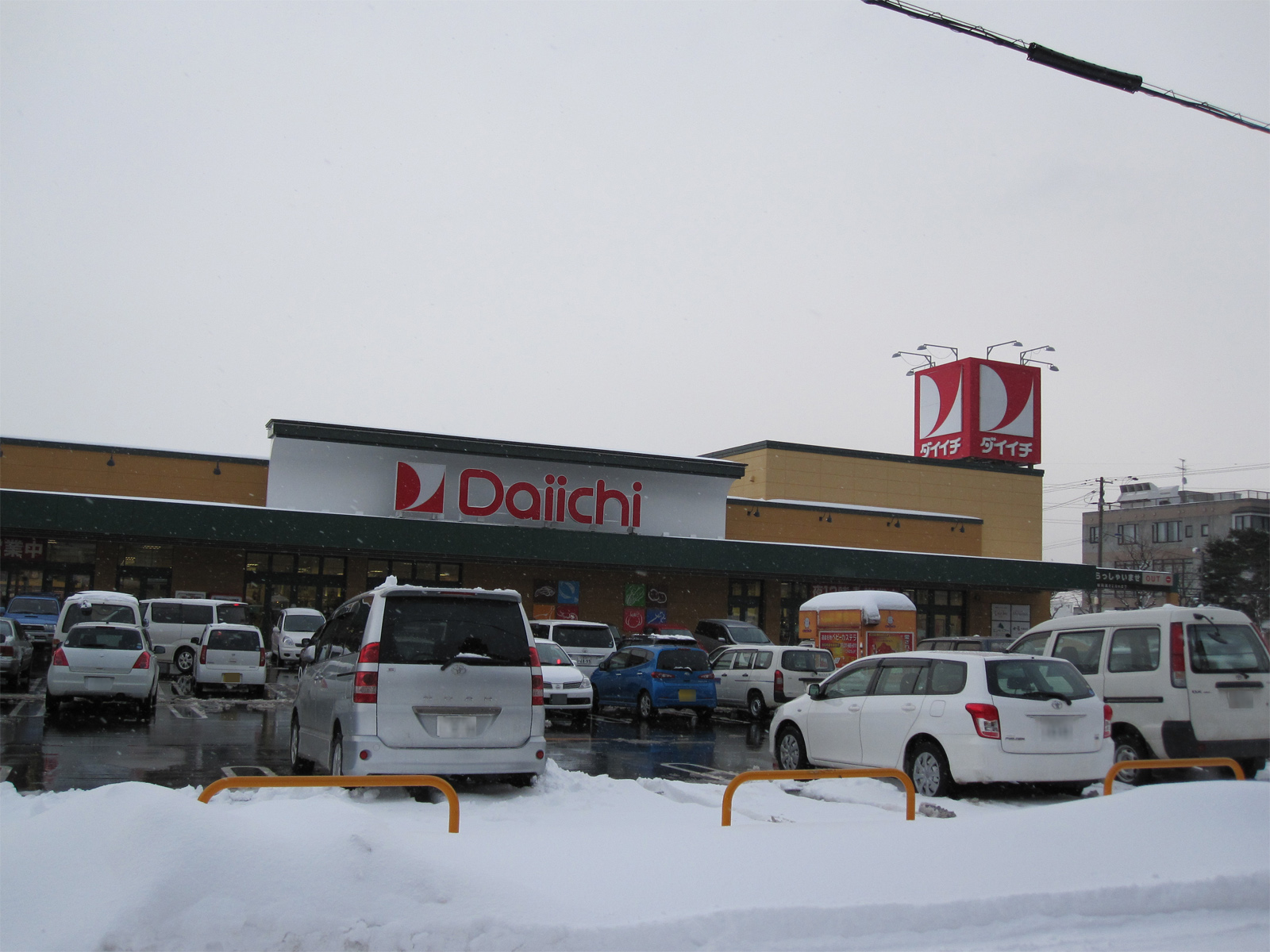
ダイイチ白石神社前店

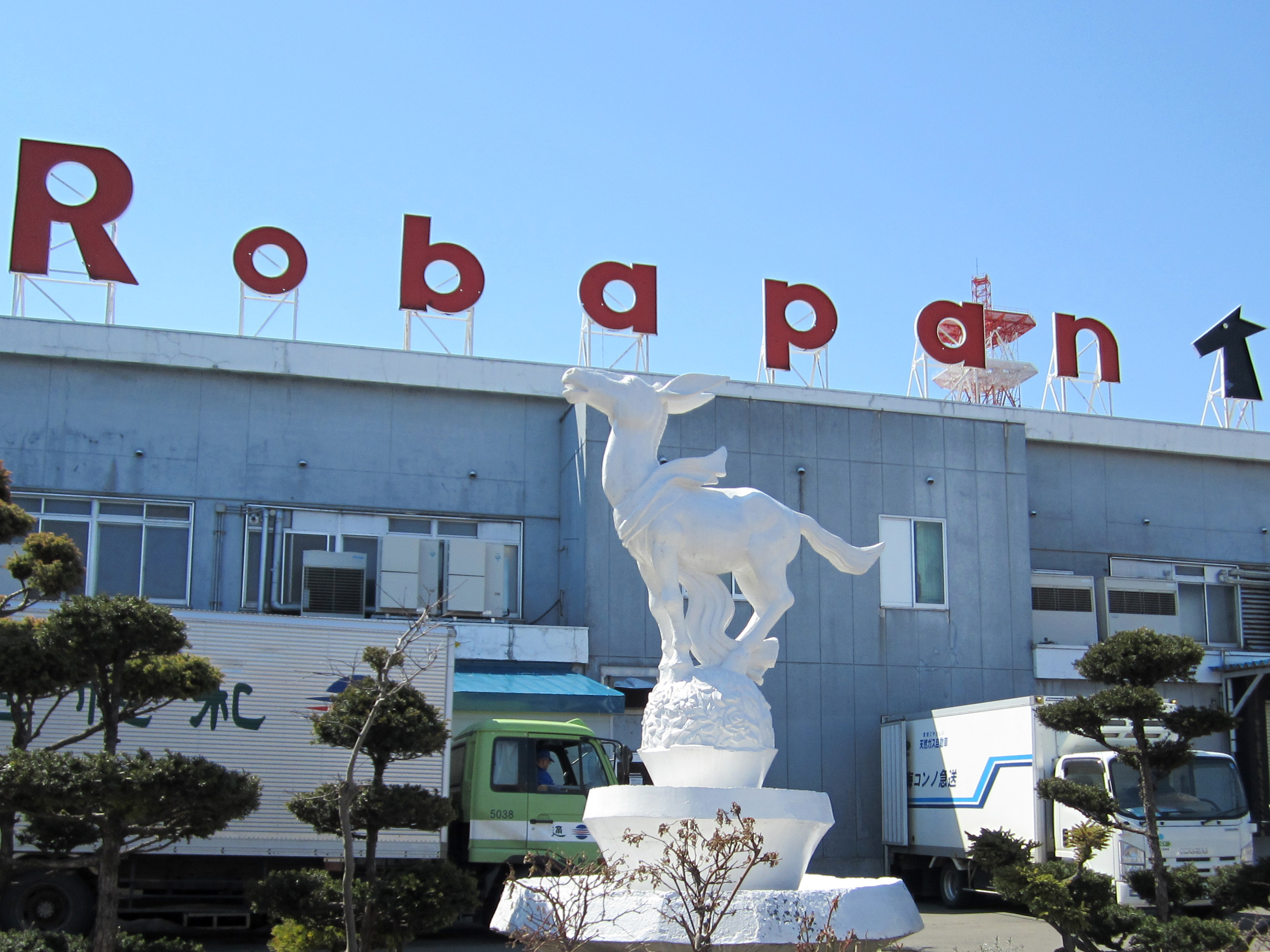
ロバパン本社

- 白石商店街（国道12号線の両側、本通1 - 4丁目の区間）
- ザ・ビッグ エクスプレス（旧・札幌フードセンター）白石中央店
- かつや本通店
- ロバパン本社（フジパングループ）
- イエローハット
- プレイランドハッピー白石店
- ダイソー札幌白石本通店
- ダイイチ白石神社前店
- らっきょ大サーカス（札幌らっきょの系列カレー店）
- 旭川通運札幌支社
- ヤマダデンキテックランド札幌白石店
- ROUND1札幌白石本通店
- リフレサッポロ
- 焼肉徳寿白石店
- シャトレーゼ白石店（2015年本郷通7丁目付近に移転）
- 佐川急便北海道支店（札幌営業所）

### かつてあった施設
本通1丁目南
- 白石村役場（現在：北の星白石保育園）

本通2丁目北
- 白石中央市場（現在：ザ・ビッグ エクスプレス白石中央店）

本通2丁目南
- 白石村診療所（現在：吉田記念病院）
- 北川デパート（現在：マンション）

本通3丁目北
- 白石劇場 ※ 2001年10月31日閉館

本通6丁目北
- ベスト電器白石店 ※ 2010年9月12日閉店

本通9丁目北
- 本通デパート ※ 1975年閉店 → ダイエー白石店（現在：プレイランドハッピー白石店）

本通10丁目北
- コジマ白石本通店（現在：ダイソー）

本通11丁目南
- ニシムラ（1F） → ダイエー白石本通店 → 札幌丸正食品白石本通店
- バラヤン（2F）

本通14丁目南
- サンクス（現在：セブンイレブン）

本通16丁目南
- 札幌市営バス白石自動車営業所（現在：JICA札幌国際センター）

本通16丁目北
- 一高たかはし（現在：ROUND1札幌白石本通店）
- 下白石百貨店 → 焼肉 一 心（現在：焼肉徳寿白石店）

本通17丁目北
- 札幌東ドレスメーカー女学院
- 家具の北島（現在：札幌採種園）

本通17丁目南
- ジェイ・アール北海道バス下白石停留所乗車券売場（現在：シャトレーゼ）
- シャトレーゼ（現在：ラーメン店）
- サンクス

本通18丁目北
- セブンイレブン
- 高須整形外科（現在：セブンイレブン）
- 家具のフルタ → セーヌインテリア家具センター札幌（現在：佐川急便北海道支店駐車場）

本通18丁目南
- BUBU（現在：オートテックアドイン、カールソン・ジャパンの正規ディーラー）

## 交通機関

### 路線バス
- ジェイ・アール北海道バス空知線
- 夕鉄バス
- 北海道中央バス

### 鉄道（JR北海道）
- 白石駅 (JR北海道)
- 平和駅

### 地下鉄（札幌市営地下鉄）
- 白石駅 (札幌市営地下鉄)
- 南郷7丁目駅
- 南郷13丁目駅
- 南郷18丁目駅

### タクシー
- 新雪交通
- 明星自動車